# Ponte Santa Trinita
A Ponte Santa Trinita (Szentháromság híd) egy híd Firenze belvárosában, a Ponte Vecchio után a városban megépült második híd.

## Története
A híd a Via Tornabuoni végénél ível át az Arno folyón. Az első fahíd ezen a helyen már 1252-ben állt. Hét évvel később egy árvíz lerombolta. A helyére épült kőhidat az 1333-as árvíz tette tönkre. Ezt követően Taddeo Gaddi épített egy hidat, amely az 1557-es árvízig állt. A ma is látható hidat 1567 és 1569 között építette Bartolomeo Ammanati. A második világháborúban, 1944. augusztus 8-án, a visszavonuló német csapatok felrobbantották. Eredeti formájában, 1958-ban állították helyre, a folyóba zuhant kődarabok részleges újrahasznosításával Riccardo Gizdulich építész valamint Emilio Brizzi mérnök felügyelete alatt.
Neve közvetlenül a latinból származik, ezért kiejtésében az első „i” hangsúlyos, ezért helyesírása sem az olaszos Trinità mintát követi.

## Leírása
A reneszánsz híd a világ legrégebbi elliptikus ívű hídja. A két oldalsó ív fesztávolsága 29 méter, a középsőé 32 méter. A hidat díszítő négy szobrot, melyek a négy évszakot ábrázolják 1608-ban emelték II. Cosimo de’ Medici és ausztriai Mária Magdolna esküvője alkalmából (Tavasz: Pietro Francavilla alkotása; Nyár és Ősz: Giovanni Caccini alkotása; Tél: Taddeo Landini alkotása).

## Galéria

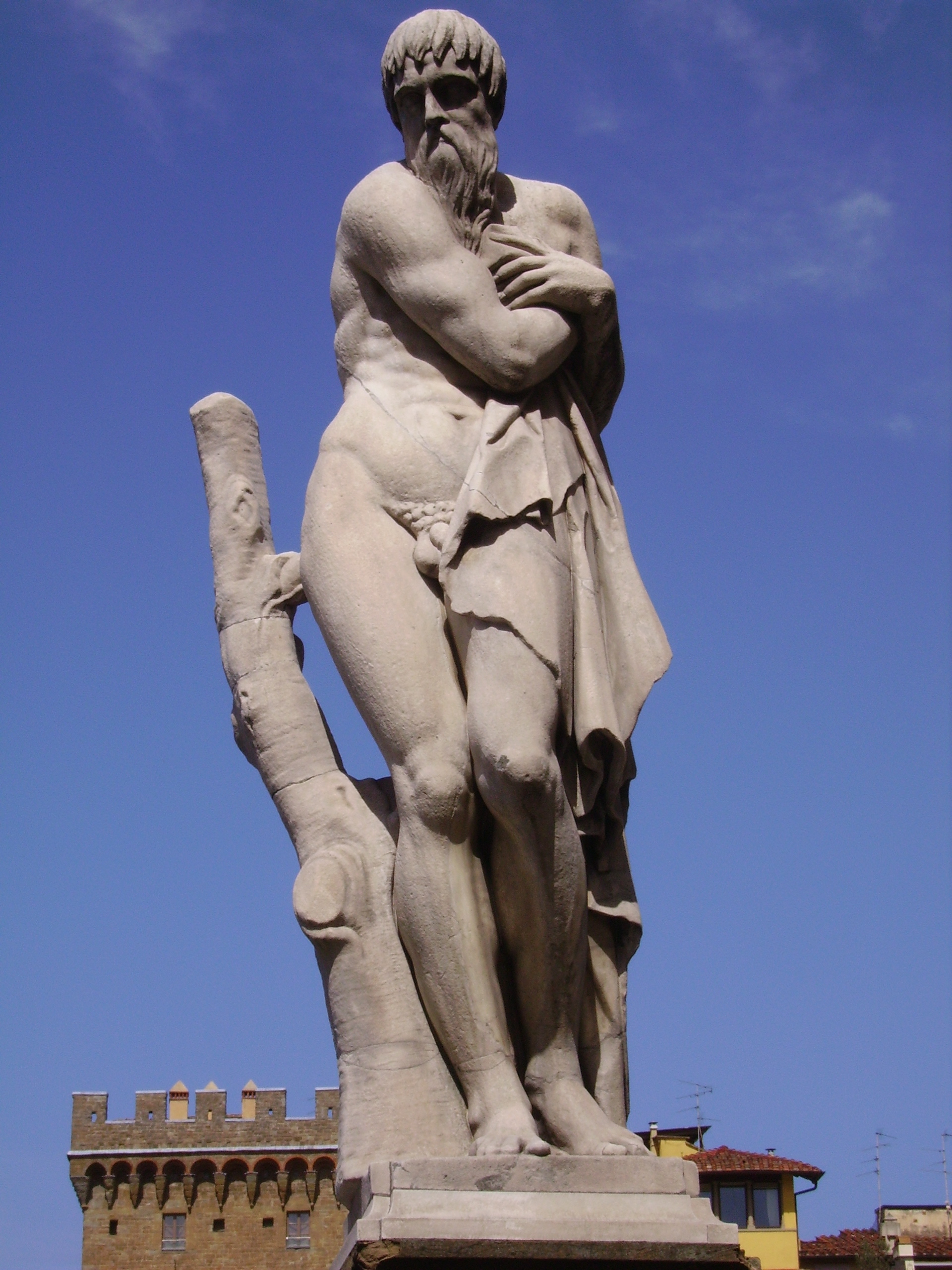
Tél
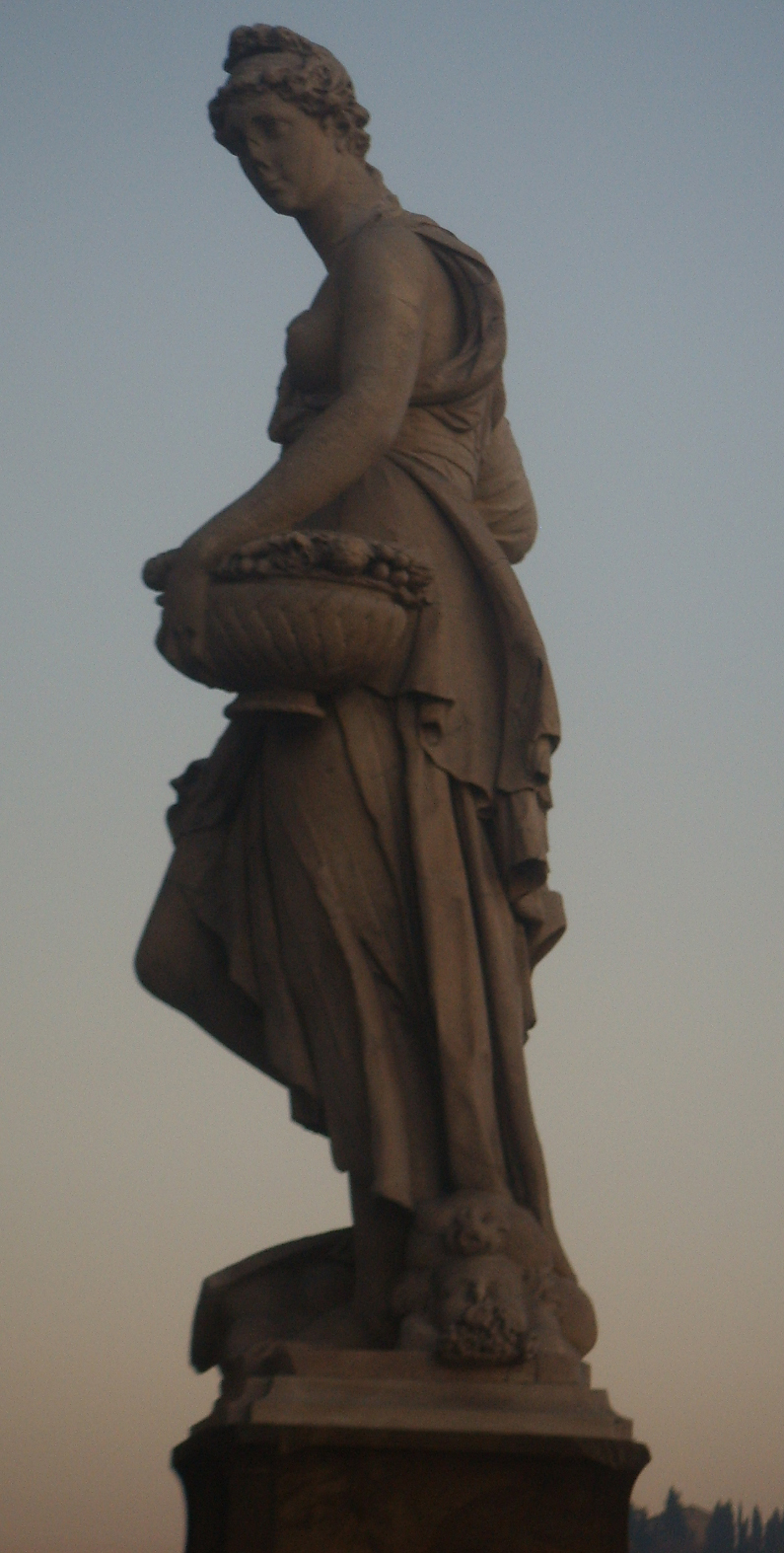
Tavasz
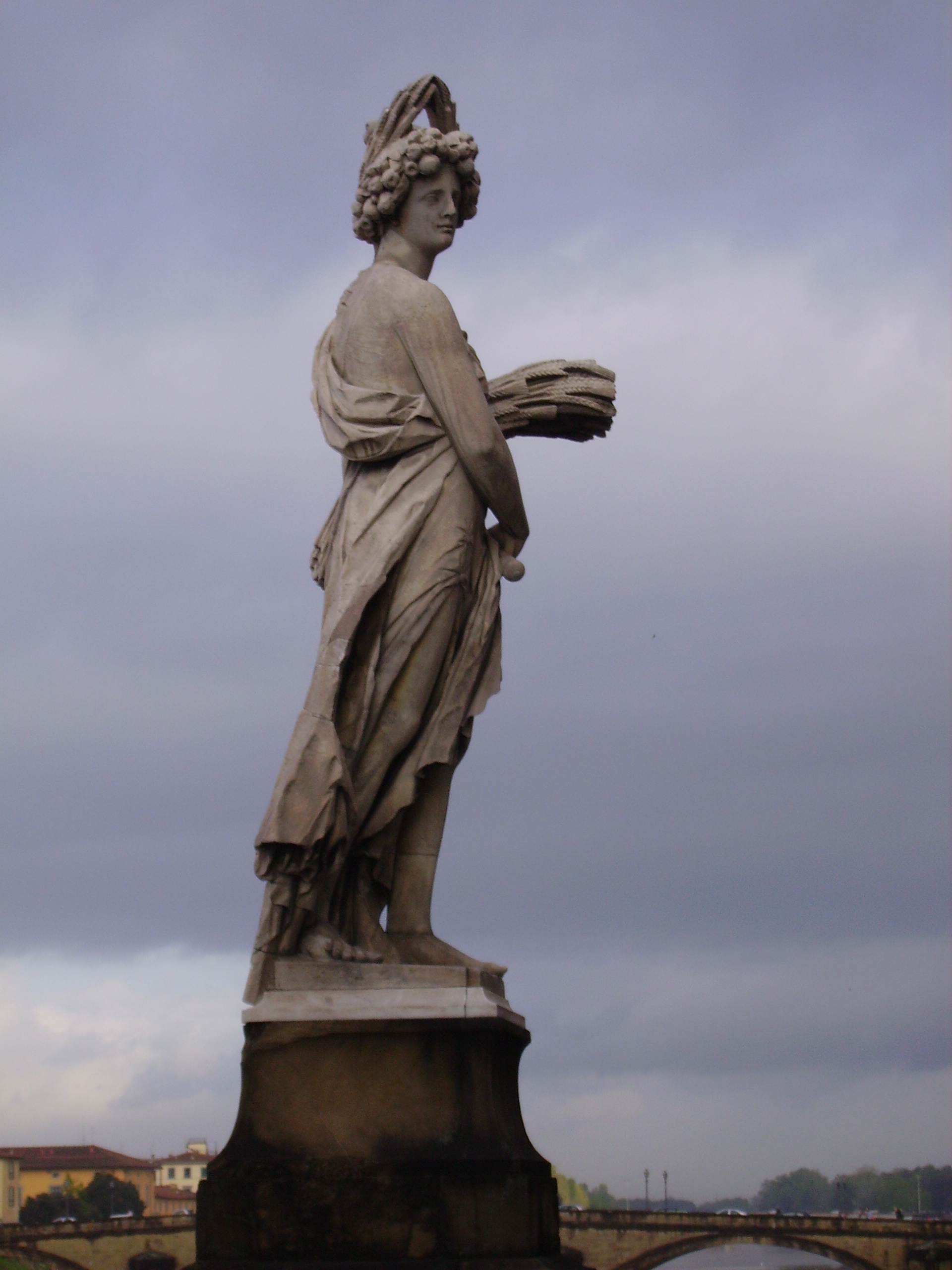
Nyár
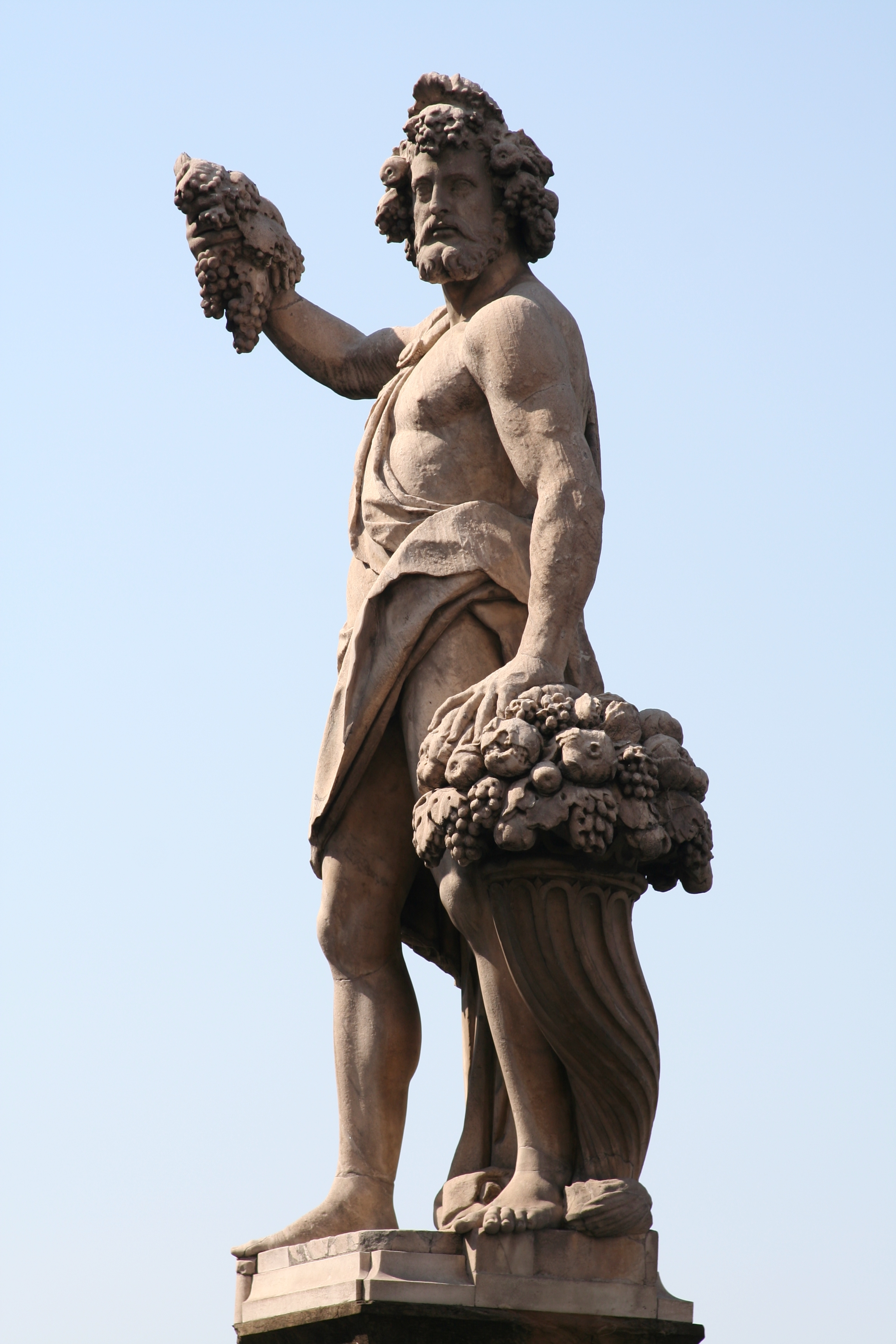
Ősz